# Berberis maderensis
Berberis maderensis (барбарис мадейрський) — вид рослин з родини барбарисові (Berberidaceae), ендемік Мадейри.

## Опис
Це кущ 3–4 м висотою, багаторічний, колючий, з тристоронніми шипами на стеблах, листям — в пучках, 2.5–5 см. Квіти жовті, блискучі, кулясті, діаметром ≈ 5 міліметрів та розташовані в пучках. Плоди — еліпсоїдні ягоди, ≈1.2 см, глибоко синювато-чорного кольору, коли стиглі. Період цвітіння: травень — червень.

## Поширення
Ендемік архіпелагу Мадейра (о. Мадейра).
Населяє скелясті схили та стіни, росте на центральному хребті гір Мадери.

## Використання
Деревина цього виду використовувалася в минулому, але тепер — ні.

## Загрози та охорона
Рослина потерпає через змагання з екзотичною флорою, особливо Cytisus scoparius. Ще однією головною загрозою є пожежі, такі як влітку 2010. Можливою загрозою є зсуви.
Berberis maderensis наведено у Додатку IV Директиви про середовища існування та в додатку I Конвенції про охорону європейської дикої природи та природних середовищ існування (Бернська конвенція). Цей вид зростає в Природному парку Мадейри.